# Drimia karooica
Drimia karooica ist eine Pflanzenart der Gattung Drimia in der Familie der Spargelgewächse (Asparagaceae). Das Artepitheton karooica verweist auf das Vorkommen der Art in der Karoo.

## Beschreibung
Drimia karooica wächst mit gruppenbildenden, länglich kugelförmigen  Zwiebeln mit einem Durchmesser von bis zu 4 Zentimetern. Die freiliegenden, grünen, sukkulenten Zwiebelschuppen vertrocknen grau an ihren Spitzen. Die bis zu sechs, grünen, bandförmig-lanzettlichen Laubblätter sind ausgebreitet. Ihre kahle und glänzende Blattspreite ist bis zu 8 Zentimeter lang und 2 Zentimeter breit. Die Blattspitze ist zugespitzt und trägt ein aufgesetztes Spitzchen.
Der bis zu 30-blütige Blütenstand erreicht eine Länge von bis zu 20 Zentimeter. Der Blütenschaft ist aufrecht, die Brakteen membranartig. Die Blüten stehen an bis zu 8 Millimeter langen Blütenstielen. Die glockenförmige Blütenhülle ist malvenfarben. Die Staubfäden sind an ihrer Basis verwachsen. Die Staubbeutel sind 1 Millimeter lang und der Fruchtknoten eiförmig.

## Systematik und Verbreitung
Drimia karooica ist in der südafrikanischen Provinz Westkap in der Kleinen und Großen Karoo in Felsspalten verbreitet.
Die Erstbeschreibung als Rhadamanthus karooicus durch Anna Amelia Obermeyer wurde 1980 veröffentlicht. John Charles Manning und Peter Goldblatt stellten die Art im Jahr 2000 in die Gattung Drimia.

## Nachweise